# MBC 라디오 뉴스데스크
《MBC 라디오 뉴스데스크》는 MBC 표준FM에서 방송되는 주말 라디오 뉴스 프로그램이다. 주말 밤 9시부터 9시 20분까지 방송한다.

## 개요
- 2010년 11월 6일 앵커의 멘트로는 MBC 9시 종합뉴스로 표현되었다.

## 앵커
- 이윤재 아나운서 (남)